# Manya
Ne doit pas être confondu avec Manya (langue).
Manya est un village du Cameroun situé dans la commune de Toko, l'une des 9 communes du département du Ndian de la Région du Sud-Ouest

## Population
La localité comptait 67 habitants en 1953, puis 74 en 1968-1969, principalement des Batanga.
Lors du recensement de 2005, 65 personnes y ont été dénombrées.